# Kīā Kolā
Kīā Kolā (farsi کیاکلا) è una città dello shahrestān di Simorgh, circoscrizione Centrale, nella provincia del Mazandaran in Iran. Aveva, nel 2006, una popolazione di 7.364 abitanti. 